# Бобилна (Клуж)
Бобилна (рум. Bobâlna) — село у повіті Клуж в Румунії. Адміністративний центр комуни Бобилна.
Село розташоване на відстані 355 км на північний захід від Бухареста, 40 км на північ від Клуж-Напоки.

## Населення
За даними перепису населення 2002 року у селі проживали 516 осіб, з них 513 осіб (99,4%) румунів. Рідною мовою 514 осіб (99,6%) назвали румунську.